# Borova, Pljevlja
Borova este un sat din comuna Pljevlja, Muntenegru. Conform datelor de la recensământul din 2003, localitatea are 79 de locuitori (la recensământul din 1991 erau 128 de locuitori).

## Demografie
În satul Borova locuiesc 62 de persoane adulte, iar vârsta medie a populației este de 41,5 de ani (38,7 la bărbați și 44,9 la femei). În localitate sunt 24 de gospodării, iar numărul mediu de membri în gospodărie este de 3,29.
Această localitate este populată majoritar de sârbi (conform recensământului din 2003).
|  |

| Demografie | Demografie | Demografie |
| An         | Locuitori  | Locuitori  |
| ---------- | ---------- | ---------- |
|            |            |            |
|            |            |            |
|            |            |            |
|            |            |            |
| 1948       | 109        |            |
| 1953       | 196        |            |
| 1961       | 229        |            |
| 1971       | 222        |            |
| 1981       | 192        |            |
| 1991       | 128        | 128        |
| 2003       | 79         | 79         |

| \| Componența etnică conform recensământului din 2003[2] \| Componența etnică conform recensământului din 2003[2] \| Componența etnică conform recensământului din 2003[2] \| Componența etnică conform recensământului din 2003[2] \| Componența etnică conform recensământului din 2003[2] \| \| ----------------------------------------------------- \| ----------------------------------------------------- \| ----------------------------------------------------- \| ----------------------------------------------------- \| ----------------------------------------------------- \| \| \| \| \| \| \| \| Sârbi \| Sârbi \| \| 61 \| 77,21% \| \| Muntenegreni \| Muntenegreni \| \| 18 \| 22,78% \| \| necunoscută \| necunoscută \| \| 0 \| 0% \| |              |  |    |        |
| Componența etnică conform recensământului din 2003 |              |  |    |        |
| |              |  |    |        |
| Sârbi | Sârbi        |  | 61 | 77,21% |
| Muntenegreni | Muntenegreni |  | 18 | 22,78% |
| necunoscută | necunoscută  |  | 0  | 0%     |